# Betty Cooper
Elizabeth “Betty” Cooper és un dels personatges principals dels còmics americans d'Archie Comics. La primera aparició del personatge va ser a Pep Comics núm. 22, publicat el 15 d'octubre de 1941 (amb data de portada de desembre de 1941), on la Betty va aparèixer a la primera pàgina de la història d'Archie, com a enamorada del protagonista, l'Archie Andrews. En els còmics també és una dels tres vocalistes, pandereta, percussionista i guitarrista del grup “The Archies”.
El personatge va ser creat pel publicista i editor John L. Goldwater, el guionista Vic Bloom i el dibuixant Bob Montana.
La base de dades de Comic Vine la situa com el quart personatge femení amb un nombre més gran d'aparicions al còmic, només pel darrere de Storm i Jean Grey dels X-Men de Marvel Comics i Wonder Woman de DC Comics, 28ª de qualsevol gènere, i segona de l'editorial, només pel darrere d'Archie.
El 2011, Betty Cooper va ocupar el 66è lloc a la llista de "100 Sexiest Women in Comics" (les 100 dones més sexis als còmics) de Comics Buyer's Guide escrita per Brent Frankenhoff.

## Biografia del personatge
La Betty Cooper és la més petita de tres germans i la filla de l'Alice i el Hal Cooper. Els seus germans grans es diuen Polly Cooper i Charles Smith. El Charles va ser donat en adopció i la Polly se'n va anar de Riverdale, el seu poble. Els dos germans surten ocasionalment en flashbacks de la joventut de la Betty o quan van a visitar la seva família.
La Betty té entre 14 i 20 anys en les versions dels còmics o de la sèrie, on és una adolescent i per això va a Riverdale High, l'institut del seu poble. Allà és on coneix a tots els seus amics, entre ells l'Archie, el seu veí i el personatge principal de la història. La Veronica, la noia nova i rebel que acaba d'arribar a Riverdale, i el Jughead Jones, el seu millor amic i el seu alter ego.
La Betty Cooper és coneguda per ser la noia perfecta, és molt ordenada, bona noia, no té problemes... Però l'aparició de la Veronica Lodge, la que serà la seva millor amiga, fa que es converteix en una persona més rebel. Aquestes dues competiran per aconseguir l'amor de l'Archie Andrews. Així i tot al llarg dels còmics s'esmenta varies vegades que la relació d'amistat de les dues noies és intocable, encara que hi hagi una discussió sobre nois.
A la versió dels anys 60, els quatre personatges principals (l'Archie, la Veronica, el Jughead i la Betty) s'uneixen per crear una banda de música:  “The Archies”. L'Archie era el cantant principal, la Veronica estava al piano i cantava, el Jughead tocava la bateria i la Betty a la guitarra i cantava. 
També s'esmenta que la Betty pot tocar qualsevol instrument de percussió.
A la sèrie Riverdale comencen a desenvolupar aquesta banda a la temporada 4, l'últim any d'escola obligatòria dels quatre adolescents. Allà fan una batalla de bandes entre “The Pussycats” i  “The Archies”.

## Història de publicacions
El personatge de la Betty Cooper va fer la seva primera aparició a Pep Comics núm. 22 on començava el serial d'Archie. Està inspirada en Betty Tokar Jankovich, una dona immigrant txeca que va sortir amb un dels creadors Archie comics, Bob Montana, l'any 1939 quan ella tenia 18 anys. Va ser creada per servir com a interès amorós per a Archie Andrews, se la representa com una noia intel·ligent, talentosa, dolça, poc femenina però bonica amb els cabells rossos i els ulls blaus.
A més d'aparèixer en moltes històries d'Archie, Betty va ser l'estrella de dos títols de còmics de llarga durada publicats per Archie Comics durant el període 1965-2012: Betty and Me (més tard anomenat Betty & Me), de la que es van publicar 200 números des de l'agost de 1965 fins a l'agost de 2012; i Betty, de 195 números des del setembre de 1992 fins al gener de 2012. També va aparèixer a Betty's Diary, que va tenir 40 números de l'abril de 1986 a l'abril de 1990.
Actualment, Betty és la coprotagonista de Betty and Veronica Digest Magazine, ara coneguda com B&V Friends Double Digest, que es va llançar el novembre de 1980 i de la que s'han publicat més de 250 números; i Betty and Veronica Double Digest, de la que s'han publicat més de 250 números des del juny de 1987.
Va ser la coprotagonista de Betty and Veronica, que va tenir 347 números (i vuit anuals) del març de 1950 a l'abril de 1987. Una nova sèrie Betty and Veronica va publicar 278 números de juny de 1987 a finals de 2015. La sèrie limitada Betty and Veronica, que té lloc al seu univers reiniciat New Riverdale, es va publicar el 2017. Betty i Veronica també van protagonitzar:
- Betty and Veronica Spectacular (90 números, octubre de 1992-juliol de 2009)
- Betty and Veronica Summer Fun (sis números anuals, 1994–1999)

## Relacions amb altres personatges

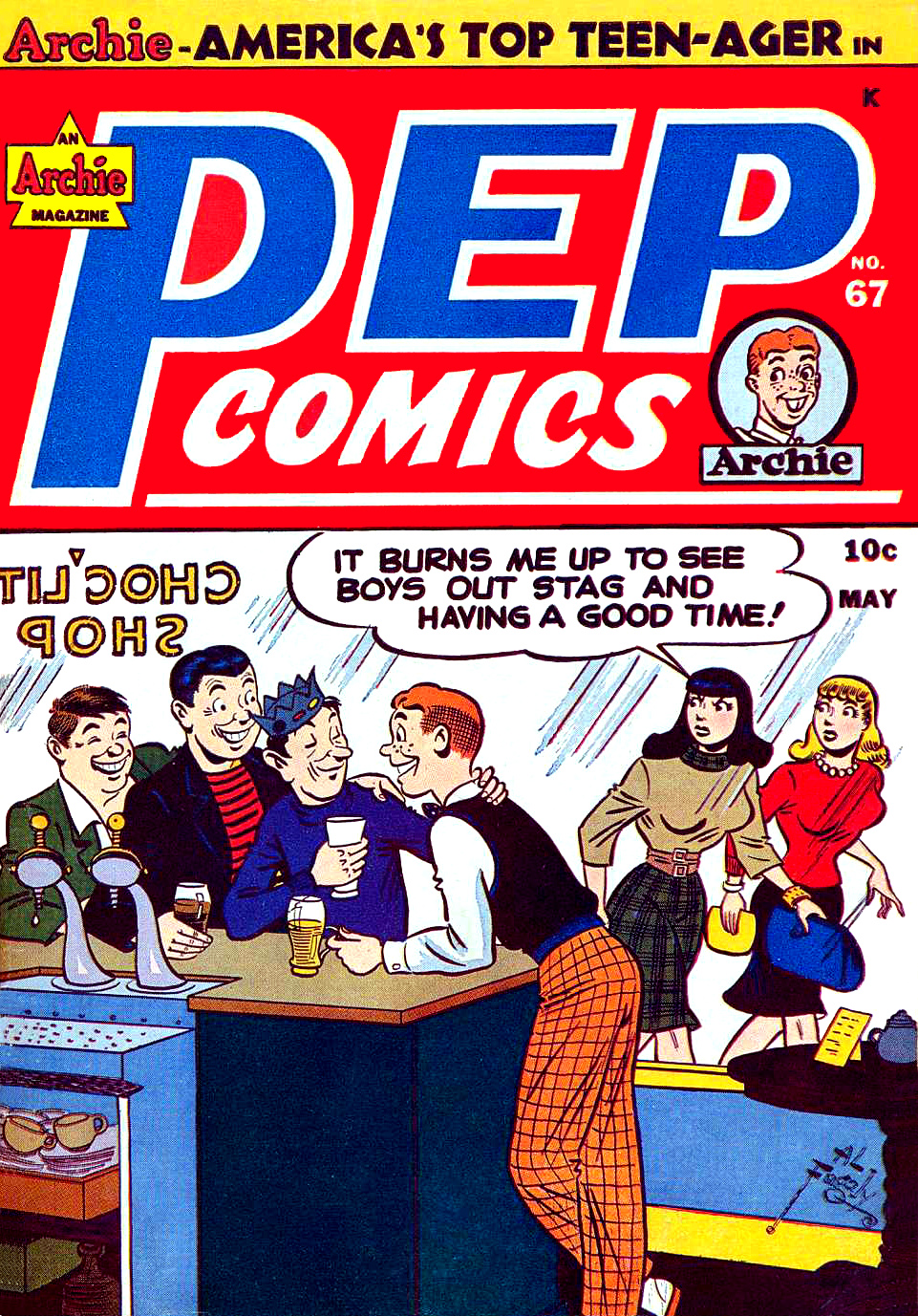
Betty (a la dreta) i el seu grup d'amics a la portada de Pep número 67 (maig de 1948), obra d'Al Fagaly.

Tot i ser la noia perfecta i estar dintre de l'estereotip de “noi”, la Betty té molts amics. La seva millor amiga es la Veronica, amb qui, tot i estar normalment discutint, sobre l'Archie o qualsevol altra cosa que involucri, sempre han continuat essent amigues. Moltes vegades queden per animar-se i parlar sobre les seves vides tenen l'esquena de l'altre. Sempre esmenten que la seva relació no es podria comparar a la de l'Archie i el Jughead (els altres dos personatges principals). La Betty també té altre amigues, com l'Ethel Muggs, Nancy Woods i la Midge Klump. Totes aquestes també són  animadores a l'institut on va la Betty.
La relació de la Betty amb el Jughead Jones sempre ha sigut de millor amic i una persona a qui li pot explicar qualsevol cosa. Als còmics, quan no estan discutint els sentiments de la Betty cap a l'Archie, estan animant-se l'un a l'altre.
Moltíssims personatges als còmics els tracten com si fossin parella, al que sempre responen, amb cara de fàstic, que mai s'agradarien d'aquella manera.

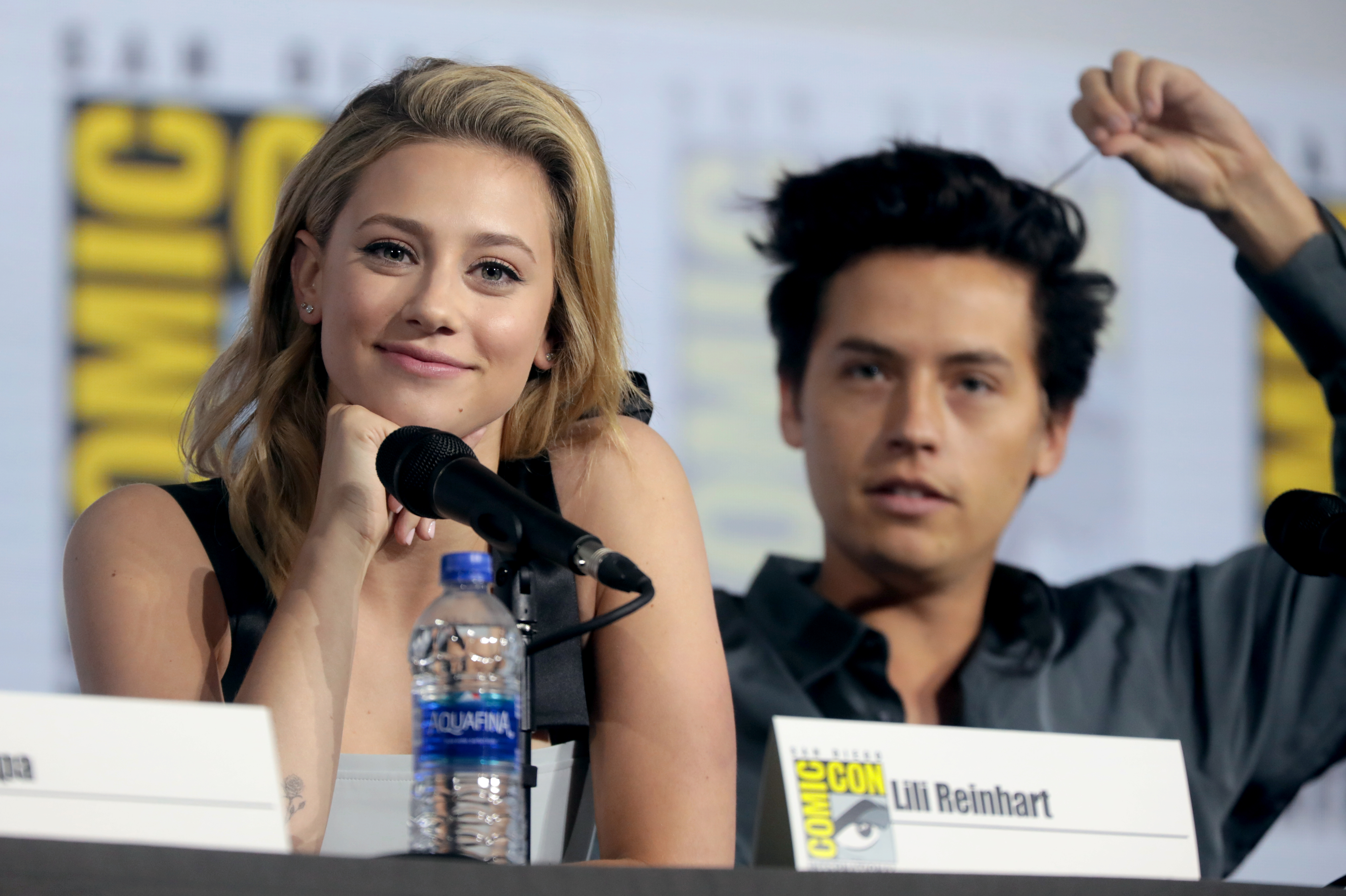
Els actors que fan de Betty (Lili Reihart) i Jughead (Cole Sprouse), en un acte per promocionar la sèrie.

Sempre que a la Betty li passa alguna cosa, el Jughead és el que està allà per a ella, per això al final els productors de la sèrie van acabar fent que tinguessin una relació sentimental més profunda.
A la sèrie Riverdalle la Betty i el Jughead estan en una relació amorosa des del capítol 6, on la Betty ho ha estat passant molt malament i ell l'ajuda estant al seu costat. S'ha de dir que la relació d'aquests dos sempre ha estat com als llibres, són millors amigues.
Als còmics, la Betty comença a lligar amb el baixista Reggie Mantle, amb el que al final acaba tenint més d'una simple cita. A la versió dels còmics Life With Archie en la que la Veronica s'acaba casant amb l'Archie, el personatge de la Betty planeja casar-se amb el Reggie Mantle.
A la versió dels 90 comença a sortir amb l'Adam Chisholm. Tothom pensava que la Betty havia triat abans a l'Adam que a l'Archie. I llavors ell comença a ignorar la Veronica.
A la sèrie Riverdale, la Betty comença amb sentiments cap al seu millor amic Archie. Però aquests duren poc quan es retroba amb el Jughead, un amic de la infància que l'ajuda a passar per moments molt difícils. Les següents tres temporades les passen com a parella (sempre amb la seva dosi de drama).
Algunes vegades la nostra protagonista també ha estat amiga de la Cheryl Blossom, però normalment la personalitat seductora d'aquesta cap a l'Archie fa que ella i la Veronica s'ajuntin per frenar-la.
La Betty també ha estat amiga del Jason Blossom, el germà de la Cheryl.

## Personalitat i interessos
A la Betty sempre li han agradat molt els esports, se la considera molt masculina perquè no encaixa en l'estereotip "femení".
És amiga de tothom, una filla i germana excel·lent. Tot el poble l'estima i l'aprecia molt. Li encanta ajudar a persones sense sostre, recaptar diners per associacions i llegir per a la gent gran. Moltes vegades ajuda l'Archie a reparar el seu cotxe, ja que li encanta la mecànica. En un dels últims capítols originals menciona que li encantaria tenir un taller per a ella mateixa.
Té un gat i li encanta cuidar-lo, de fet, hi ha un quants capítols que se'ls passa amb el Caramel (el gat) i en Jughead. Li encanten els nens petits i moltes vegades va a veure la germana petita del seu millor amic de l'escola i li fa de cangur. També és molt activa en problemes socials, com el feminisme i el canvi climàtic.
A l'escola la Betty té un mitjana per sobre de la mitjana d'estudiants de Riverdale High, evitant així l'estereotip de la noia rossa a la que no li importen els estudis, un tema que esmenten els adolescents en diferents capítols. En una història va guanyar múltiples premis i per això va tenir l'oportunitat de viatjar a Nova York, on va acabar de guanyar uns altres premis. Per la seva mala sort, al final del capítol, una enciclopèdia li va caure al cap i va perdre tota la seva memòria.
A la sèrie, la Betty Cooper té una personalitat molt perseverant, ja que sempre està intentant trobar la veritat dels seus misteris. En vàries ocasions ha deixat de costat la cara de noia carinyosa per enfrontar-se i interrogar als seus enemics. Es fa referència a que aquesta versió de la Betty és més real, que ella també pateix i que està intentant buscar-se a ella mateixa, com qualsevol adolescent. També s'ensenya com tracta una part més fosca d'ella mateixa i s'ajuda amb els seus amics.

## Altres còmics i aparicions
Es podria dir que The Archie comics és un dels còmics “del dia a dia” més famosos i més venuts dels anys 50 al continent americà. Tant que encara es pot trobar en botigues del continent americà i molts adolescents continuen llegint aquesta intrigant saga. Sovint els experts es refereixen a The Archie comics com un univers, ja que hi ha moltíssimes variacions i mons amb diferents “escenes” i desenvolupaments. Hi ha moltes versions dintre d'aquest univers, 110 per ser exactes.
S'han de destacar dos series de còmics en el que la Betty Cooper té més protagonisme, sense tenir en compte els que son adolescents. Les dues sèries formen part d'un futur alternatiu per a la nostra protagonista.

### Life With Archie: The Married Life
En un capítol acaba casada amb l'Archie el noi del que estava enamorada des que eren petits. Volien fer una comparació de com seria la realitat en la que la Veronica es casava amb l'Archie i la realitat en la que la Betty ho feia. Va ser un còmic que no va tenir gaire èxit, però que és molt important per veure l'evolució del personatge de la Betty.

### Betty and Veronica digest Magazine
Els altres son una sèrie de múltiples còmics i diferents històries que giren al voltant d'ella i de la seva millor amiga, la Veronica. En tots és protagonista o co-protagonista i la gran majoria van sobre les seves aventures. Ocasionalment surten Jughead i l'Archie, ja que continuen sent amics. Dos d'aquests números han reeixit més que la resta, Betty and Veronica digest Magazine i Betty and Veronica jumbo digest. Van ser publicats des de novembre del 1980 fins a l'octubre del 2010 i des del juny del 1987 fins a l'octubre de 2019, respectivament.

## En altres mitjans

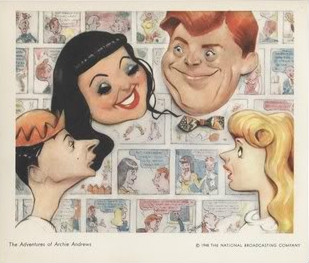
Imatge promocional del repartiment de The Adventures of Archie Andrews, com part de la promoció de NBC Parade of Stars.

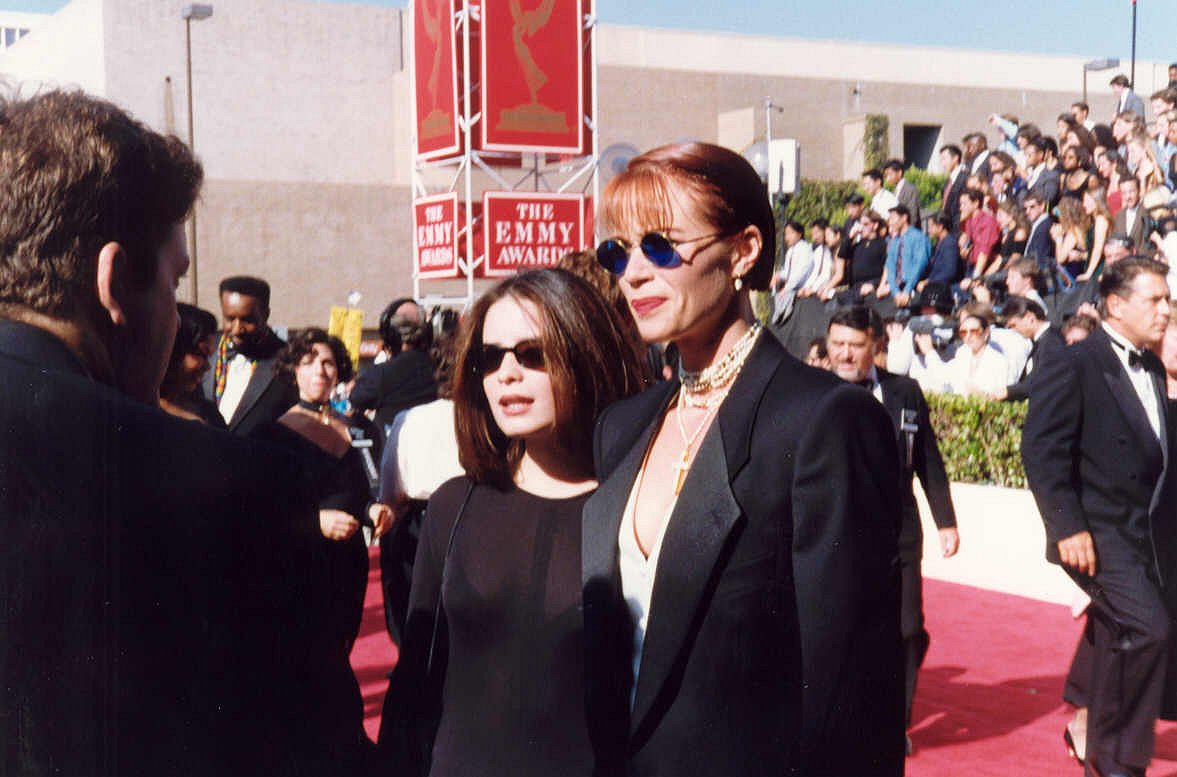
Lauren Holly als Premis Emmy de 1991

### Ràdio
Els personatges de Montana es van escoltar a la ràdio a principis dels anys quaranta. Archie Andrews va començar a la NBC Blue Network el 31 de maig de 1943, va canviar a Mutual el 1944 i després va continuar a la ràdio NBC des de 1945 fins al 5 de setembre de 1953.

### Televisió
Dels famosos còmics s'han fet moltes adaptacions a la televisió. Des del 1968 fins al 2000 es van fer 12 versions de dibuixos animats. La majoria eren col·laboracions, és a dir, que Archie comics no va crear una sèrie de dibuixos animats amb l'Archie de protagonista, sinó que sortien com a convidats.

#### Animació
- Betty va aparèixer a The Archie Show, una sèrie de caricatures produïda per Filmation el 1968. També va aparèixer en diverses sèries derivades The Archie Comedy Hour, Archie's Funhouse, Archie's TV Funnies, The U.S. of Archie i The New Archie and Sabrina Hour produïdes en el mateix format. Va ser doblada per Jane Webb.
- Betty va aparèixer a The New Archies, una reimaginació de 1987 d'Archie i la colla. Betty va ser mostrada com una preadolescent a secundària. Lisa Coristine li va posar la veu.
- Betty va aparèixer a Archie's Weird Mysteries amb la veu d'America Young.

#### Acció real
Betty va ser interpretada per Lauren Holly a la pel·lícula de televisió Archie: To Riverdale and Back Again (1990), que es basava en l'Archie tornant a Riverdale amb 30 anys i retrobant-se amb els altres personatges.

##### Riverdale
Riverdale és el gran èxit de la televisió per Archie comics. La sèrie que està dirigida per Roberto Aguirre-Sacasa, es va estrenar el 2017.

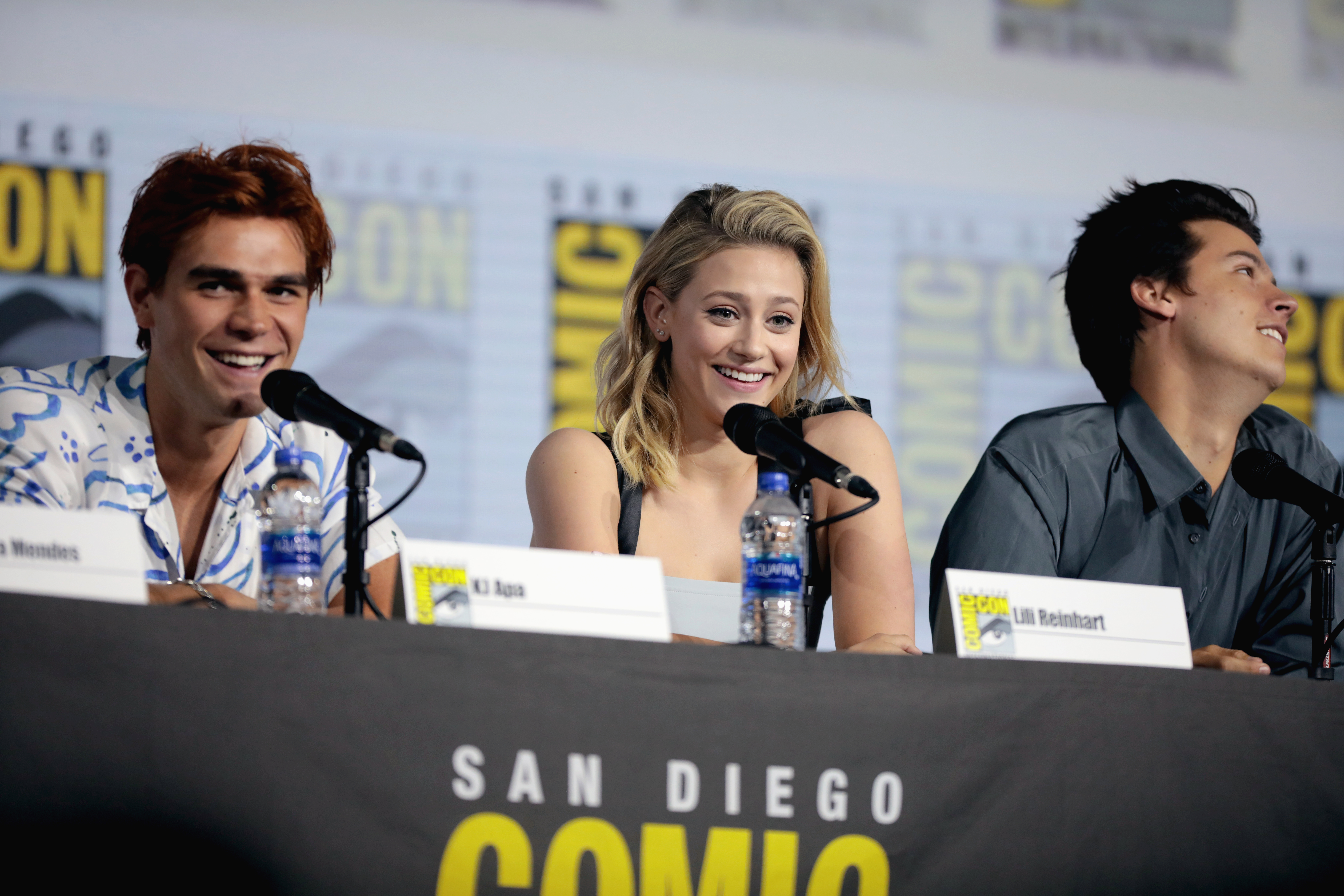
KJ Apa, Lili Reinhart i Cole Sprouse a la convenció de San Diego, Comic Con

Des de la primera temporada la sèrie va tenir molts bons valors d'audiència i va ser nominada a múltiples premis de la televisió. A mesura que van passant les temporades els Rànquings i els premis, sobretot els de “Teen Choice”, augmenten i la sèrie cada vegada es fa més popular.
La sèrie presenta els actors que donen vida als personatges de Archie comics, amb KJ Apa en el personatge del Archie Andrews; Lili Reinhart com Betty Cooper, Camila Mendes com Veronica Lodge i Cole Sprouse fent de Jughead Jones, el narrador de la sèrie.
La sèrie es basa en un Riverdale molt més fosc, on hi ha assassins en sèrie i traïcions familiars. És un món on la Betty desde la primera temporada deixa d'estar als peus de l'Archie, per resoldre els misteris del poble amb el Jughead.
És una sèrie que vol atrapar als adolescents per portar-los a conèixer el món dels Archie comics d'una manera més modernitzada, l'internet.
A la sèrie la Betty també tracta la salut mental i psicològica del seu personatge, fent una reivindicació sobre la pressió social que pateixen els adolescents. La sèrie ensenya una escena on la noia li ensenya a un dels seus millors amics el dolor físic al que s'ha estat sometent, ja que aquest l'ajuda a “portar millor la vida”. Al cap de 3 capítols accepta que necessita ajuda i que la seva salut mental es troba greument afectada.

## Cinema
- Betty apareix a The Archies in Jugman, amb la veu original de America Young. La pel·lícula directe a vídeo té lloc després d'Archie's Weird Mysteries.
- Apareix al documental de Gerald Peary Archie's Betty.[16][17][18][19][20]